# 向阳乡 (嘉荫县)
向阳乡，是中华人民共和国黑龙江省伊春市嘉荫县下辖的一个乡镇级行政单位。

## 行政区划
向阳乡下辖以下地区：
雪水温村、茅兰沟村、黄鱼卧子村、育才村、王家店村、育红村、育强村、育新村、丰林村、育发村和良种场村。